# Amina Belkadi
Amina Belkadi (ar. أمينة بلقادي; ur. 10 listopada 1992) – algierska judoczka. Olimpijka z Paryża 2024, gdzie zajęła dziewiąte miejsce w wadze półśredniej.
Uczestniczka mistrzostw świata w 2019, 2021, 2022, 2023 i 2024. Startowała w Pucharze Świata w latach 2016–2018 i 2022-2024. Brązowa medalistka igrzysk śródziemnomorskich w 2022 i siódma w 2018. Mistrzyni igrzysk afrykańskich w 2023 i druga w 2019. Wygrała igrzyska solidarności islamskiej w 2021 i trzecia w 2017. Triumfatorka igrzysk panarabskich w 2023. Zdobyła dwanaście medali na mistrzostwach Afryki w latach 2016 - 2025. Druga na uniwersjadzie w 2017 roku.